# Cirrophorus forticirratus
Cirrophorus forticirratus är en ringmaskart som beskrevs av Strelzov 1973. Cirrophorus forticirratus ingår i släktet Cirrophorus och familjen Paraonidae.
Artens utbredningsområde är Mexikanska golfen. Inga underarter finns listade i Catalogue of Life.